# 35e division d'infanterie (Allemagne)
Pour les articles homonymes, voir 35e division d'infanterie.
La  35e division d'infanterie  est une des divisions d'infanterie de la Wehrmacht durant la Seconde Guerre mondiale.

## Théâtres d'opérations
- 1941 - 1942 : Opération Barbarossa
  - 22 octobre 1941 au 22 janvier 1942 : Bataille de Moscou